# バウティスタ・バッソ
バウティスタ・バッソ（Bautista Basso、2001年1月18日 - ）は、ウルグアイのラグビーユニオン選手。

## プロフィール
- ウルグアイ出身[1]。
- ポジションはウィング(WTB)。
- 身長 180cm、体重 85kg
- ウルグアイ代表キャップは8（2024年9月現在）でラグビーワールドカップ2023のウルグアイ代表に選ばれた[2]。

## 略歴
2024年、パリ2024五輪の7人制ウルグアイ代表に選ばれた。